# Ich – Einfach unverbesserlich
Ich – Einfach unverbesserlich (englisch Despicable Me ‚Ich Verabscheuungswürdiger‘) ist ein US-amerikanischer CGI-Animationsfilm, produziert von Chris Meledandri. Für die Computeranimation ist die Produktionsfirma Illumination Entertainment, das französische Studio Mac Guff in Zusammenarbeit mit Universal Pictures verantwortlich. Der Film erschien am 9. Juli 2010 in den Vereinigten Staaten und wurde sowohl von Kritikern als auch vom Publikum positiv aufgenommen. In Deutschland kam der Film am 30. September 2010 in die Kinos.
Der Nachfolger Ich – Einfach unverbesserlich 2 kam am 4. Juli 2013 in die deutschen Kinos. Am 2. Juli 2015 erschien der Film Minions in den deutschen Kinos, der die Vorgeschichte der Minions thematisiert. Am 6. Juli 2017 war der Deutschlandstart von Ich – Einfach unverbesserlich 3. 2022 startete Minions – Auf der Suche nach dem Mini-Boss in den Kinos über Grus Kindheit. 2024 folgte Ich – Einfach unverbesserlich 4.

## Handlung
Der Superschurke Gru lebt inmitten einer wunderschönen Vorstadtidylle. Seine Lieblingsbeschäftigung ist es, der Menschheit den Tag zu vermiesen. Sein schwarzes Haus und der verödete Rasen davor sind leicht zwischen den anderen gepflegten Häusern zu erkennen. Sein wahres Reich verbirgt sich jedoch tief unter seinem Haus in einer weit verzweigten Geheimfestung. Umgeben von einer Armee von Minions, seinen gelben, kleinen Untergebenen, schmiedet der Hausherr hier seine weltweiten Schurkenstreiche, deren Krönung der Diebstahl des Mondes werden soll. Mit diesem Streich will er sein Lebensziel erreichen: dass seine Mutter stolz auf ihn ist.
Probleme beginnen, als ein junger, aufstrebender Schurke namens Vector ihn durch den spektakulären Raub der Cheops-Pyramide von Platz 1 der Superschurken verdrängt. Um seinen Platz zurückzuerobern, beantragt er bei der „Bank des Bösen“ einen Kredit für die Finanzierung der Mondentführung. Der Bankdirektor Mister Perkins verlangt jedoch als Sicherheit, dass Gru zunächst den dafür erforderlichen Schrumpfstrahler in seinen Besitz bringt.
Gru kann den Schrumpfstrahler durch einen Diebstahl zwar zunächst an sich nehmen, doch entwendet Vector diesen im Anschluss daran und kann flüchten. Daraufhin versucht Gru, in Vectors Festung einzubrechen. Nach vielen vergeblichen Versuchen bemerkt er, dass Vector drei kleine Waisen namens Margo, Edith und Agnes hineinlässt, um ihnen Kekse abzukaufen. Gru beschließt, die drei für seinen Plan zu benutzen. Zu diesem Zweck adoptiert er sie, indem er sich im Heim als Zahnarzt ausgibt. Während die kleine Agnes ihn gleich ins Herz schließt, zweifelt Edith noch und Margo ist sich sicher, dass Gru niemals ein guter Vater sein wird.
Anfangs kommt Gru überhaupt nicht mit den Kindern zurecht und betrachtet sie nur als Mittel zum Zweck. Er lässt die Kinder Vector als Kekse getarnte Spionageroboter verkaufen, mit deren Hilfe er den Schrumpfstrahler an sich bringt. Jedoch verweigert Mister Perkins Gru weiterhin den Kredit, weil er ihn für veraltet hält und lieber jüngere Schurken unterstützen möchte. Perkins möchte, dass Vector, sein Sohn, den Mond stiehlt. Perkins informiert Vector, dass Gru den Schrumpfstrahler gestohlen hat. Vector verspricht seinem Vater, dass er den Mond trotzdem als erster stehlen wird.
Nach Ablehnung seines Kreditwunsches sieht sich Gru gezwungen, seine Pläne aufgrund von Finanzierungsproblemen aufzugeben. Jedoch legen die Kinder und die Minions ihre Ersparnisse zusammen, sodass eine Rakete aus Schrottteilen gebaut werden kann. Während dieser Zeit wachsen Gru die Mädchen ans Herz. Grus Helfer Dr. Nefario befürchtet, dass Gru durch seine Beziehung zu den Kindern von seinem Ziel abgelenkt werden könnte. Der Diebstahl des Mondes ist für den 26. Mai geplant, am selben Tag findet auch ein Ballettauftritt der Mädchen statt. Dadurch sieht Dr. Nefario das gemeinsame Projekt gefährdet. Dr. Nefario kontaktiert daraufhin hinter Grus Rücken das Heim und bittet im Namen von Gru um die Aufhebung der Adoption. Als die Kinder abgeholt werden, bricht es die Herzen der Kinder und das von Gru. Gru lässt sich aber überzeugen, dass es das Beste für ihn sei, und er konzentriert sich wieder auf das Stehlen des Mondes. Sein Plan gelingt: Gru fliegt zum Mond, den er mit Hilfe des Schrumpfstrahlers auf Tomatengröße schrumpft.
Noch während er den Mond in den Händen hält und seinen Triumph genießt, entdeckt er die Eintrittskarte zur kurz bevorstehenden Ballettaufführung der Kinder. Spontan eilt er zurück zur Erde, wo die Aufführung aber bereits vorüber ist und Vector die Kinder entführt hat. Im Austausch für die Kinder fordert Vector den Mond. Jedoch hält sich Vector nach Übergabe des Mondes nicht an sein Versprechen und flieht mit dem Mond und den Mädchen in seinem Raumschiff.
Dr. Nefario hat mittlerweile herausgefunden, dass der Schrumpfstrahler nur begrenzte Zeit wirkt. Alle sind damit in großer Gefahr, wenn der Mond zu seiner ursprünglichen Größe zurückkehrt. Dr. Nefario und Gru können die Mädchen in letzter Sekunde retten, bevor der geschrumpfte Mond wieder seine normale Größe erreicht und einen Hypersprung bei Vectors Raumschiff auslöst, was den Mond auf seine alte Umlaufbahn befördert. Vector überlebt, ist aber auf dem Mond gestrandet. Die Welt jubelt über den unbekannten Helden und erwartet seine nächsten Taten.
Gru sieht nun ein, wie wichtig die Mädchen für ihn sind, und nimmt die Rolle des ersehnten Vaters an. Auch Margo und Edith vertrauen ihm nun. Bei einer Extraballettvorstellung der Kinder für Gru, seine Mutter und die Minions gesteht Grus Mutter, wie stolz sie auf ihren Sohn ist. Damit hat Gru auch sein Lebensziel erreicht. Gru schreibt ein Kinderbuch, das auf seinen Erkenntnissen basiert.

## Veröffentlichung und deutsche Fassung
| Figur               | Originalsprecher | Deutscher Sprecher       |
| ------------------- | ---------------- | ------------------------ |
| Gru                 | Steve Carell     | Oliver Rohrbeck          |
| Vector              | Jason Segel      | Jan Delay                |
| Dr. Nefario         | Russell Brand    | Peter Groeger            |
| Margo               | Miranda Cosgrove | Friedel Morgenstern      |
| Edith               | Dana Gaier       | Derya Flechtner          |
| Agnes               | Elsie Fisher     | Sarah Kunze              |
| Nachrichtensprecher | Ken Jeong        | Claus Kleber             |
| Grus Mutter         | Julie Andrews    | Kerstin Sanders-Dornseif |
| Mr. Perkins         | Will Arnett      | Axel Lutter              |
| Miss Hattie         | Kristen Wiig     | Nana Spier               |
| Carnival Barker     | Jack McBrayer    | Bernhard Völger          |
| Fred McDade         | Danny R. McBride | Hans-Jürgen Dittberner   |

Die deutsche Synchronisation des Films übernahm die Berliner Synchron nach einem Dialogbuch und unter der Dialogregie von Frank Schaff.
Der Film spielte mit einem Produktionsbudget von 69 Millionen Dollar allein in den Vereinigten Staaten und Kanada 251 Millionen Dollar und weltweit sogar insgesamt 545 Millionen Dollar ein.
Der Film erschien am 3. Februar 2011 in Deutschland auf DVD, Blu-ray und 3D-Blu-ray. Die Blu-ray-Versionen beinhalten eine Digital Copy.

## Soundtrack
Der Soundtrack des Films wurde von Heitor Pereira und Pharrell Williams komponiert. Weitere Songs des Films stammen von Lupe Fiasco („Minion Mambo“), Robin Thicke („My Life“), den Bee Gees („You Should Be Dancing“), Lynyrd Skynyrd („Sweet Home Alabama“) und den Sylvers („Boogie Fever“).
| #  | Titel                 | Länge | Interpret                    |
| -- | --------------------- | ----- | ---------------------------- |
| 1  | Despicable Me         | 4:13  | Pharrell Williams            |
| 2  | Fun, Fun, Fun         | 3:26  | Pharrell Williams            |
| 3  | I’m On a Roll         | 3:11  | Destinee & Paris             |
| 4  | Minion Mambo          | 3:04  | feat. Pharrell & Lupe Fiasco |
| 5  | Boogie Fever          | 3:28  | The Sylvers                  |
| 6  | My Life               | 3:54  | Robin Thicke                 |
| 7  | Prettiest Girls       | 3:19  | Pharrell Williams            |
| 8  | Rocket’s Theme        | 4:03  | Pharrell Williams            |
| 9  | You Should Be Dancing | 4:18  | Bee Gees                     |
| 10 | The Unicorn Song      | 2:08  | Elsie Fisher                 |

## Rezeption
Ich – Einfach unverbesserlich erhielt ein gutes Presseecho, was sich auch in den Auswertungen US-amerikanischer Aggregatoren widerspiegelt. So erfasst Rotten Tomatoes größtenteils positive Besprechungen und ordnet den Film dementsprechend als „Zertifiziert Frisch“ ein. Laut Metacritic fallen die Bewertungen im Mittel „Grundsätzlich Wohlwollend“ aus. Es folgen einige repräsentative Pressestimmen:

„Ich – Einfach Unverbesserlich ist eine 3D-Cartoon-Komödie mit schnellen Lachern, lustigen Sprüchen und einer einfallsreichen Nutzung der Möglichkeiten von 3D.“

„Der 3D-Animationsspaß bietet vor allem eine warmherzige Geschichte, deren Kern die Menschlichkeit ist, die in jedem von uns lauert – selbst in den größten und fiesesten Superschurken, die die Welt je gesehen hat.“

„Ich – Einfach unverbesserlich ist eine fantasievolle, manchmal schrullige, aber jederzeit originelle 3-D-Animationskomödie für alle Altersklassen. […] Tatsächlich muss sich sein Film hinter den Werken von Pixar oder DreamWorks nicht verstecken. […] Fazit: Originelle 3-D-Animationskomödie mit pfiffigen Ideen und witzigen Figuren.“

„Ich – Einfach unverbesserlich setzt auf überdrehte Action, unterlegt mit lauter Musik. Einige hübsche Details können nicht darüber hinwegtäuschen, dass die Devise lautet ‚Hauptsache komisch und temporeich‘.“

Ich – Einfach unverbesserlich wurde mehrfach als bester Animationsfilm nominiert, so etwa 2011 für den Golden Globe Award als Bester Animationsfilm. Bei den Nickelodeon Kids’ Choice Awards 2011 gewann der Film in der Kategorie Lieblings-Animationsfilm.